# Dysoxylum gotadhora
Dysoxylum gotadhora là một loài thực vật có hoa trong họ Meliaceae. Loài này được (Buch.-Ham.) Mabb. mô tả khoa học đầu tiên năm 2008.